# Лисаний (тетрарх Итуреи)
Лисаний (др.-греч. Λυσανίας; лат. Lysanias; ум. ок. 36 до н. э.) — сирийский династ арабского или арамейского происхождения, тетрарх Итуреи и Халкиды.
Сын Птолемея Халкидского, был утвержден Марком Антонием в качестве правителя Итуреи. По сообщению Иосифа Флавия, ок. 40 до н. э., во время парфянской оккупации Сирии, Лисаний убедил царевича Пакора и сатрапа Барзафарна низложить правившего Иудеей Гиркана II, и возвести на трон Антигона, своего родственника, пообещав за это тысячу талантов и 500 наложниц. В другом своем сочинении Иосиф пишет, что Антигон, союзник Лисания, сам пообещал парфянам указанные дары (и обещания впоследствии не сдержал).
В ходе подготовки Парфянского похода Клеопатра, имевшая виды на владения Лисания, убедила Антония предать итурейского тетрарха смерти по обвинению в предательских сношениях с парфянами. Владения Лисания были то ли куплены, то ли арендованы (у Клеопатры?) Зенодором.
Возможно, его внуком был Лисаний, тетрарх Абилены.